# Ruhig Blut
Ruhig Blut (Originaltitel: Carpe Jugulum) ist der dreiundzwanzigste Scheibenwelt-Roman von Terry Pratchett aus dem Jahr 1998. Protagonistinnen sind die Hexen des Lancreschen Hexenzirkels, weshalb der Roman zu den Hexen-Geschichten gehört. Den Protagonistinnen obliegt es, die vom König zur Kindstaufe eingeladenen, modernen Vampire wieder loszuwerden.

## Handlung
Verence, der König von Lancre, möchte internationale Beziehungen pflegen, um als moderner Monarch zu gelten. Dazu lädt er alle möglichen Nachbarn zur Taufe seiner Tochter ein, darunter auch die Familie Elstyr, Vampire aus Überwald. Diese haben in ihrer Heimat bereits ein neues, modernes Feudalkonzept erprobt, in dem Menschen als Vieh gehalten werden. Die Einladung sehen sie nun als Gelegenheit, den eigenen Herrschaftsbereich um ein prächtiges Königreich zu erweitern. Sie sind sich bewusst, dass Lancre über einen äußerst effektiven Schutz verfügt: den Hexenzirkel. Allerdings sehen sich die modernen Vampire den Hexen überlegen, da sie über die traditionellen gewaltigen psychischen Fähigkeiten verfügen, ihre konditionierten Schwachstellen gegenüber Knoblauch und heiligen Symbolen jedoch abgelegt haben.
Bei den drei Hexen liegt allerdings einiges im Argen. Elstyr ließ die Einladung für Oma Wetterwachs stehlen, so dass diese glaubt, nicht eingeladen worden zu sein. Sie fällt in eine Sinnkrise und zieht sich in eine Höhle zurück. Nanny Ogg ist für diese Sorte Vampire zu gutmütig und Magrat hat für den Job als Königin den Job als Hexe an den Nagel gehängt. So liegt es an Agnes Nitt, den Widerstand zu organisieren. Da sie eine gespaltene Persönlichkeit besitzt, nämlich Agnes und Perdita, laufen die Manipulationen der Vampire bei ihr ins Leere. Sobald eine Persönlichkeit hypnotisiert wird, treibt die andere an die Oberfläche. Ganz unerwartet erweist sich auch der omnianische Priester Hilbert Himmelwärts als unbeeinflussbar und damit letztlich hilfreich.
In der ersten Konfrontation wird Oma Wetterwachs von den Elstyrs besiegt und gebissen. Sie gehen davon aus, dass Oma, sobald sie wieder erwacht, selbst ein Vampir und somit eine getreue Vasallin sein wird. Das Durcheinander während des Kampfes nutzen Nanny, Magrat und das Baby, um mit Hilfe des Igors der Elstyrs, aus Lancre zu fliehen. Wegen eines Unwetters müssen sie allerdings nach Überwald ausweichen und Zuflucht im Heimatschloss der Vampire suchen.
Mit Hilfe von Hilbert Himmelwärts hat sich die stark geschwächte Oma Wetterwachs bis dorthin geschleppt. Die Vampire müssen feststellen, dass nicht etwa Oma mit Vampirismus infiziert wurde, sondern umgekehrt, die Vampire von ihr befallen sind. Sie verlieren die Fähigkeit zu fliegen, können kleinen Kindern nichts antun und statt nach Blut dürstet es sie unbändig nach Tee. Da der Graf Igors Hund Fetzen getötet hat, erweckt jener aus Rache seinen früheren Herren, den alten Graf, der immer für klassisches Vampirverhalten einstand und peinlich vom unwürdigen Gebaren seiner Nachkommen berührt ist. Er bringt seiner missratenen Brut Manieren bei und stellt den ursprünglichen Zustand in Überwald wieder her.

## Ausgaben
- Taschenbuch, Goldmann, 2000, ISBN 3-442-41652-3
- gekürztes Hörbuch, Sprecherin: Katharina Thalbach